# Roland Wagner
Roland Wagner (ur. 22 grudnia 1955 w Drusenheim) – francuski piłkarz występujący na pozycji napastnika.

## Kariera klubowa
Swoją karierę rozpoczął w amatorskim FC Drusenheim, z którego w 1972 przeszedł do RC Strasbourg. W Division 1 zadebiutował 6 października 1973 w zremisowanym 2:2 pojedynku z Girondins Bordeaux, a 23 grudnia 1973 w zremisowanym 3:3 meczu z Angers SCO strzelił swojego pierwszego gola w tych rozgrywkach. W sezonie 1975/1976 spadł z klubem do Division 2, ale już w następnym awansował z nim z powrotem do Division 1. Z kolei w sezonie 1978/1979 zdobył ze Strasbourgiem mistrzostwo Francji.
W 1982 odszedł do ligowego rywala, zespołu FC Mulhouse i spędził tam sezon 1982/1983. Następnie ponownie grał w FC Drusenheim, a w latach 1985–1987 był zawodnikiem drugoligowego FC Montceau. Występował też w amatorskim FCSR Haguenau, a także niemieckim czwartoligowym klubie SV Linx. W 1993 zakończył tam karierę.
W barwach RC Strasbourg oraz FC Mulhouse rozegrał łącznie 157 spotkań i zdobył 35 bramek w Division 1.

## Kariera reprezentacyjna
W reprezentacji Francji wystąpił jeden raz, 10 października 1979 w wygranym 3:0 towarzyskim meczu ze Stanami Zjednoczonymi i strzelił wówczas gola.